# Többjátékos videójáték
A többjátékos videójáték a videójátékok egy olyan típusa, ahol ugyanazon környezetben több játékos játszhat egymással. A legtöbb játékkal ellentétben a videójátékok körében gyakoriak a kizárólag egyjátékos móddal rendelkező játékok, ilyen esetekben a játékos előre leprogramozott kihívásokat teljesíthet, esetleges társait és ellenfeleit pedig mesterségesintelligencia-szkriptek vezérlik.
Többjátékos módban a játékosok interakcióba léphetnek egymással, vállvetve küzdhetnek közös célokért (kooperatív mód) vagy akár egymás ellen (kompetitív mód) is. Utóbbiba sorolható például a deathmatch és team deathmatch, a capture the flag vagy a domination játékmód, illetve az MMORPG játékok PvP része is. A többjátékos videójátékok játszhatóak egyazon számítógépen, illetve konzolon vagy akár az interneten keresztül is.
Van több videójáték – például Rust, Far Cry 5, Borderlands 3 –, ahol nem lehet különbséget tenni, hogy az adott játék kompetitív vagy kooperatív, mivel az adott cégek sokszor nem jól sorolják be a játékaikat. Ezért azok, akik többjátékos videójátékokkal kívánnak játszani, többször is csalódhatnak, mivel nincs pontosan meghatározva a leírásban, hogy PvE vagy PvP. Nem ritka, hogy egy játék PvE-PvP-nek van feltüntetve, de a nagy része, 75%-a PvP, a többi pedig (a 25%) PvE, így a fentiek alapján nem lehet eldönteni a játék típusát.
Helyes és pontos leírása soha nem lesz a „többjátékos videójáték” kifejezésnek, mivel ez mindig változik a játékipar miatt.